# Bakos István (ejtőernyős)
Bakos István (1930–2011) magyar ejtőernyős sportoló, oktató.

## Életpálya
1950-ben az ejtőernyős csapategységben töltötte le sorkatonai szolgálatát (az ejtőernyős alakulathoz csak azokat helyezték, akik önként vállalták). Első ugrását 1951 márciusában Taszáron hajtotta végre. Részt vett a Magyar Honvédség történetében végrehajtott legnagyobb szabású, ejtőernyős hadgyakorlat, főpróbáján, Székesfehérváron. 1957-ben lett tagja a Magyar Önkéntes Honvédelmi Szövetség (MÖHOSZ) Székesfehérvári szakosztályának. Polgárdiban ejtőernyős kőrt szervezett. Számos országos és területi versenyen ért el komoly eredményeket. 1962-ben meghívást kapott a válogatott keretbe. A Magyar Ejtőernyősök Bajtársi Szövetségének alapító, és tanácsadó testületének tagja volt. 72 évesen is ugrott még Péren, Dunaújvárosban, Börgöndön. 1991-től tagja volt a Veterán Repülők és Ejtőernyősök Fejér Megyei Egyesületének, különböző tisztségekben őrizte a repülő és ejtőernyős hagyományokat, haláláig, utolsó megbízatását, az ellenőrző bizottság elnökeként látta el. Összesen 549 ugrást hajtott végre.

## Sporteredmények

### Világrekord
1961. május 5-én Sztálinváros Repülőklubjában edzőtáborozó ejtőernyősök Gyurkity István, Bakos István, Ullaga András, Pozsonyi Imre, Aradi András és Gazdag István 5,36 méteres átlaggal megdöntötték a jugoszlávok 1000 méteres célba ugrás rekordját.

### Magassági csúcs 8070
1962. május 5-én egy HA-MAE lajstromjelű Il–14-es (az akkor rendelkezésre álló repülőgépekből csak ez volt alkalmas ilyen magasságba emelkedni) Malév repülőgép – pilóta Kapitány István – segítségével a nyíregyházi repülőtérről indult a csúcsbeállító csapat tagjaként. Az ugrás tagjai tapasztalt ejtőernyősök voltak:  Aradi András, Bakos István, H. Nagy Imre, Kovács György, Miklós László, Mészáros József, Pozsonyi Imre, Rónai Mihály és Szabó Pál. Ugrás közben speciális ruházatot, oxigénpalackot és légzőkészüléket is viseltek. Ugrás után másodpercenként 75-80 métert zuhantak, 120 másodperces zuhanás után nyitottak ernyőt.  A végrehajtott magassági csúcsbeállítás 8070 méter volt (-45 C fok), amivel megdöntötték az addigi magassági rekordnak számító 6270 métert. Magyarországon egyedülálló teljesítmény, amit 2012-ig nem döntöttek meg.

### Magyar bajnokság
- A II. Országos Ejtőernyős Bajnokságra 1954-ben került
  - a 600 méteres célba ugrás bronzérmese,
  - az 1500 méteres célba ugrás bronzérmese,
  - az összetett egyéni verseny 6. helyezettje,
  - az összetett csapatversenyben, a Légierő A csapatával országos bajnok,

## Szakmai sikerek
FAI kétgyémántos aranykoszorús jelvényének sorszáma 15.

## Külső hivatkozások
- Bakos István. mebsz.hu. (Hozzáférés: 2011. december 4.)
- Kovács György. szon.hu. [2012. május 26-i dátummal az eredetiből archiválva]. (Hozzáférés: 2012. május 5.)
- világrekord. jakd.hu. (Hozzáférés: 2012. május 5.)